# 魏泓
魏泓
（1960年—）英国历史学家，汉学家，敦煌学家；曾有記者把其名字譯作「蘇珊·惠特菲爾德」。

## 生平
生于英国，毕业于倫敦大學亞非學院，1993年至2017年担任国际敦煌项目负责人。

## 荣誉
获得伦敦大学学院荣誉学位。

## 著作
- 《丝绸之路》，四川人民出版社，2020年4月，ISBN 9787220111037
- 《十件古物中的丝路文明史》，民主与建设出版社，2021年3月，ISBN 9787513933438